# William Baziotes
William Baziotes est un peintre américain, né en 1912 à Pittsburgh (Pennsylvanie) et mort en 1963 à Reading (Pennsylvanie). Parmi les représentants de l'expressionnisme abstrait, il est celui qui a été le plus influencé par les formes biomorphiques et les procédés automatiques du surréalisme.

## Biographie
En 1936, après des études à la National Academy of Design de New York, William Baziotes enseigne l'art à l'université de New York. Il donne également des conférences sur l'art moderne et commence à peindre des œuvres abstraites.
Découvrant le surréalisme et les théories freudiennes sur le rêve, il applique à sa peinture des procédés inspirés de l'automatisme et introduit une imagerie onirique. Il s'essaie également au collage.
En 1942, paraissent les « Poèmes automatiques » écrits en collaboration avec les peintres Jackson Pollock et Robert Motherwell. Il participe à l'exposition "First papers of surrealisme" organisé à New York par André Breton et Marcel Duchamp (14 octobre-17 novembre), puis à l'Exposition internationale du collage organisée par Peggy Guggenheim (1943).
Dans l'un de ses collages « The Drugged ballonist », William Baziotes suggère l'idée des métamorphoses incessantes de la nature : des cocons peuvent naître à la fois des papillons ou des feuilles d'arbres, les ailes sont des feuilles et les feuilles sont des ailes.
En 1947, alors que la plupart des peintres américains se détournent du surréalisme, Baziotes expose à la galerie Maeght à Paris pour l'Exposition internationale du surréalisme organisée par André Breton.
L'inconscient et le bestiaire fabuleux conjugués aux procédés de l'automatisme sont les principaux thèmes de ses tableaux dans lesquels se dégagent l'influence de Joan Miró et de Max Ernst.

## Œuvres
- « Peinture collective », 1941, réalisée en collaboration avec Gerome Kamrowski et Jackson Pollock
- « The Drugged ballonist », 1942, collage
- « Bather form », 1948, huile sur toile[1]
- « Dragon », 1950
- « Toy world », 1951
- « Brumes »
- « Congo »
- « Monde de lune »
- « Nuit verte »
- « L'Oiseau blanc »

Écrit
- « Poèmes automatiques », 1942, en collaboration avec Jackson Pollock et Robert Motherwell